# Frauen-Notruf

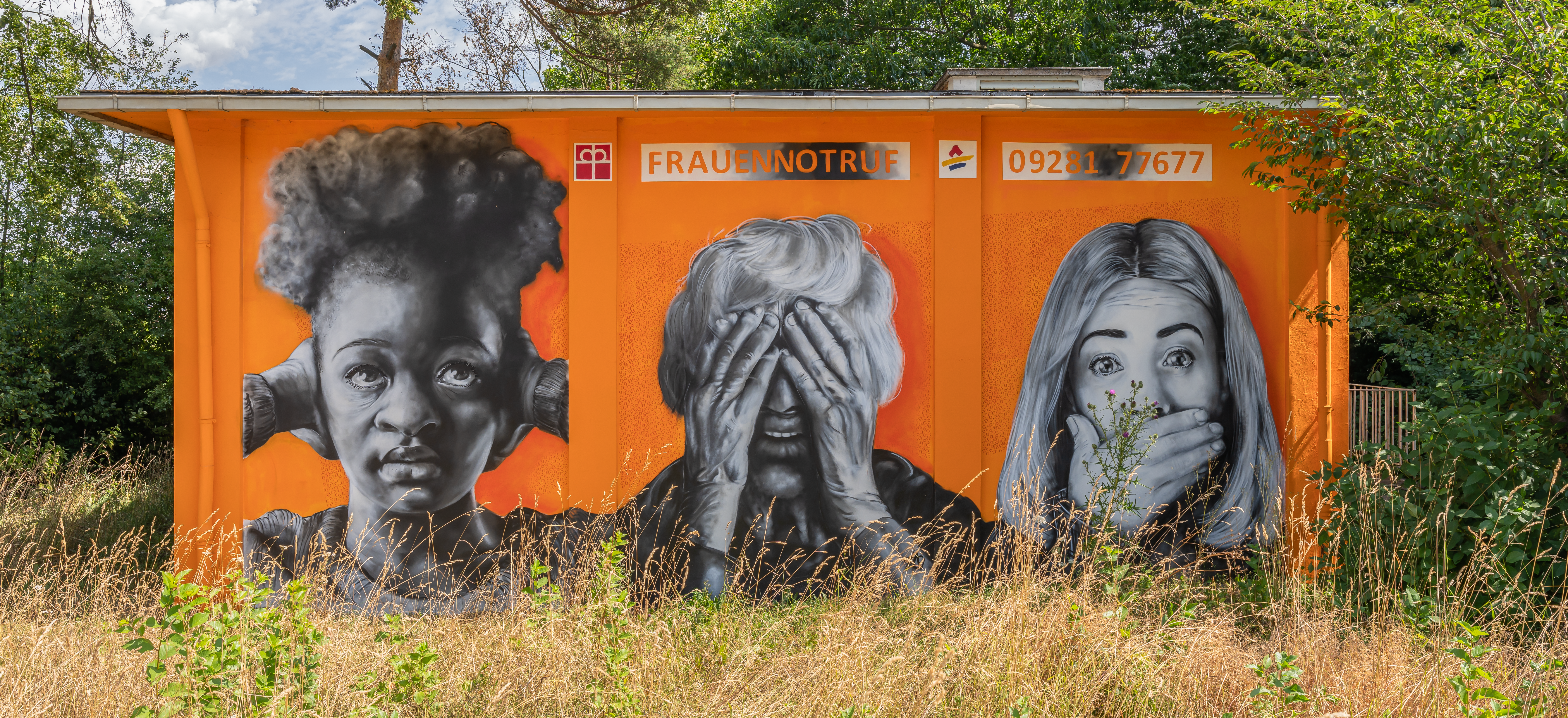
Wandbild an der B2, um auf das Thema Gewalt gegen Frauen und auf den Frauennotruf aufmerksam zu machen; Bild von Karsten Mönchgesang

Frauen-Notrufe sind spezialisierte Fachberatungsstellen zum Thema Vergewaltigung und anderen Formen sexualisierter Gewalt an Frauen und Mädchen. Zu den Angeboten zählen kostenlose Beratung, Krisenintervention, Prozessbegleitung sowie Präventions- und Öffentlichkeitsarbeit.

## Geschichte und Ziele
Frauen-Notrufe engagieren sich bundesweit seit Ende der 1970er Jahre in dem Themenfeld ‚Sexualisierte Gewalt'. Ihre Wurzeln haben diese Initiativen in der autonomen Frauenbewegung, die das Thema erstmals aus dem gesellschaftlichen Tabu befreite. Vorbild waren ähnliche Projekte in den USA und England (Rape-Crises Centers). In Deutschland entstand die erste spezialisierte Beratungsstelle für vergewaltigte Frauen und sexuell missbrauchte Mädchen 1977 in Berlin aus der Gruppe „Gewalt gegen Frauen“ des Frauenzentrums Westberlin. 1982 gab es bereits 38 Notrufgruppen in Westdeutschland und Westberlin.  Sexualisierte Männergewalt wird als Ausdruck gesellschaftlicher Machtverhältnisse verstanden. Langfristige Ziele der Arbeit bestehen daher in der Veränderung struktureller Ursachen von Gewalt und in der Etablierung einer selbstbestimmten und gewaltfreien Lebenswirklichkeit für Frauen und Mädchen. Handlungsprinzipien der Arbeit sind die Verbesserung der Situation Betroffener, die Entwicklung neuer Lebensperspektiven durch verschiedene Hilfsangebote und die Sensibilisierung der Öffentlichkeit für das Thema sexualisierte Gewalt.

## Organisationsstruktur und Arbeitsgrundsätze
Frauen-Notrufe befinden sich in Trägerschaft von freien gemeinnützigen Vereinen, in denen sich ausschließlich Frauen für Frauen und Mädchen engagieren. Sie sind partei- und konfessionsunabhängig. Je nach örtlichen Gegebenheiten sind Frauen-Notrufe als eigenständige Beratungsstelle oder in gemeinsamer Trägerschaft mit Frauenberatungsstellen oder Frauenhäusern organisiert.
Im Mittelpunkt der Arbeit stehen die Wünsche, Interessen und Anliegen der betroffenen Frauen und Mädchen. Die Beratung ist kostenlos, auf Wunsch anonym und erfolgt in einer geschützten Atmosphäre. Die Mitarbeiterinnen unterliegen der Schweigepflicht. Gute Erreichbarkeit, kurze Wartezeiten, abgestimmte Beratungstermine und Niederschwelligkeit sind weitere Organisationsprinzipien der Frauen-Notrufe.

## Infrastruktur und Vernetzung
Die Einrichtungen sind integriert in ein Netz von lokalen, regionalen und überregionalen Institutionen. Diese Vernetzung ermöglicht eine schnelle und unbürokratische Hilfe im Einzelfall sowie eine Verwirklichung umfassender Hilfskonzepte unter Einbeziehung unterschiedlicher Kompetenzen und Qualifikationen. Der intensive Austausch innerhalb von Arbeitskreisen mit Polizei, Justiz und Politik trägt zu einer Verbesserung rechtlicher Rahmenbedingungen und dem Ausbau des Opferschutzes bei.